# What a Wonderful World (Anne Murray)
What a Wonderful World, conosciuto anche come What a Wonderful World: 26 Inspirational Classics, è il ventinovesimo album in studio della cantante canadese Anne Murray, pubblicato il 19 ottobre 1999 dalla StraightWay e dalla EMI Records.

## Tracce
Disco 1
1. Lord, I Hope This Day Is Good – 3:24 (David Hanner)
2. Amazing Grace – 3:36 (John Newton)
3. Lean on Me – 3:34 (Bill Withers)
4. Just a Closer Walk With Thee / Take My Hand Lord Jesus – 4:18 (Tradizionale)
5. Let It Be – 3:29 (John Lennon, Paul McCartney)
6. Softly and Tenderly – 4:06 (Red Bailey, Jim Howell)
7. Let There Be Love – 3:38 (Steven MacKinnon, Lionel Rand, Amy Sky)
8. I Believe in You – 4:45 (Bob Dylan)
9. It Is No Secret – 3:37 (Stuart Hamblen)
10. What a Wonderful World – 2:22 (Bob Thiele, George David Weiss)
11. Peace in the Valley – 3:25 (Thomas A. Dorsey)
12. The Other Side – 4:09 (Joie Scott, Richard Wold)
13. The Old Rugged Cross – 4:10 (George Bennard)

Disco 2
1. I Can See Clearly Now – 3:05 (Johnny Nash)
2. In the Garden – 4:23 (C. Austin Miles)
3. You've Got a Friend – 4:37 (Carole King)
4. Whispering Hope – 4:30 (Tradizionale)
5. Put a Little Love in Your Heart – 2:51 (Jackie DeShannon, Jimmy Holiday, Randy Myers)
6. How Great Thou Art – 3:39 (Stuart K. Hine)
7. Song of Bernadette – 3:42 (Leonard Cohen, Bill Elliott, Jennifer Warnes)
8. Elijah – 3:45 (Gene MacLellan, Rich Mullins)
9. Bridge over Troubled Water – 4:31 (Paul Simon)
10. Bedside Of A Neighbor – 3:43 (Tradizionale)
11. Jacob's Ladder – 4:17 (Tradizionale)
12. Nearer, My God, to Thee – 3:35 (Tradizionale)
13. Lord's Prayer – 2:14 (Tradizionale)

## Classifiche
| Classifica (2000) | Posizione massima |
| ----------------- | ----------------- |
| Stati Uniti       | 38                |